# Donatas Dudutis
Donatas Dudutis (* 29. Mai 1973 in Marijampolė) ist ein litauischer Forstmann und Politiker,  Vizeminister der Landwirtschaft Litauens.

## Leben
Nach der Mittelschulbildung ab 1980 und dem Abitur 1991 an der  3. Sekundarschule in Baldininkai der Stadt Jonava absolvierte  Donatas Dudutis von 1991 bis 1995 das Bachelorstudium der Forstwissenschaft und von 1995 bis 1999 das Masterstudium der Forstwissenschaft an der Litauischen Universität für Landwirtschaft bei Kaunas.
Von 1997 bis 1998 arbeitete Donatas Dudutis als Oberspezialist in der Unterabteilung für Forststrategie der Forstabteilung am Ministerium für Land- und Forstwirtschaft Litauens, von 1998 bis 1999 als Oberspezialist in der Unterabteilung für Entwicklung der Forstwirtschaft  der Abteilung für Wälder und Schutzgebiete am Umweltministerium Litauens. Von 1999 bis 2000 leitete er als Leiter die Unterabteilung für Entwicklung der Forstwirtschaft. Von 2001 bis 2010 war er Leiter der Unterabteilung Entwicklung der Forstwirtschaft am Umweltministerium Litauens.
Von  2010 bis 2012 arbeitete Dudutis als Unternehmensberater und Vorstandsmitglied des Unternehmens SIA BPS (Riga, Lettland) und von 2011 bis 2016 leitete das Unternehmen UAB „Arctodus“. Von 2016 bis 2019 arbeitete er als Direktor der Forstabteilung, Direktor der Abteilung Naturschutz und Wälder und Leiter der Politikgruppe Naturschutz und Wälder  am Umweltministerium Litauens. Von 2019 bis 2021 war er Forstpolitik- und Governance-Beauftragter  der Ernährungs- und Landwirtschaftsorganisation (FAO) der Vereinten Nationen.
Seit Februar 2021 ist Donatas Dudutis Vizeminister am Landwirtschaftsministerium Litauens,  Stellvertreter von Kęstutis Navickas im Kabinett Šimonytė.
Dudutis ist verheiratet.